# 远东临时政府—滨海地区地方自治局

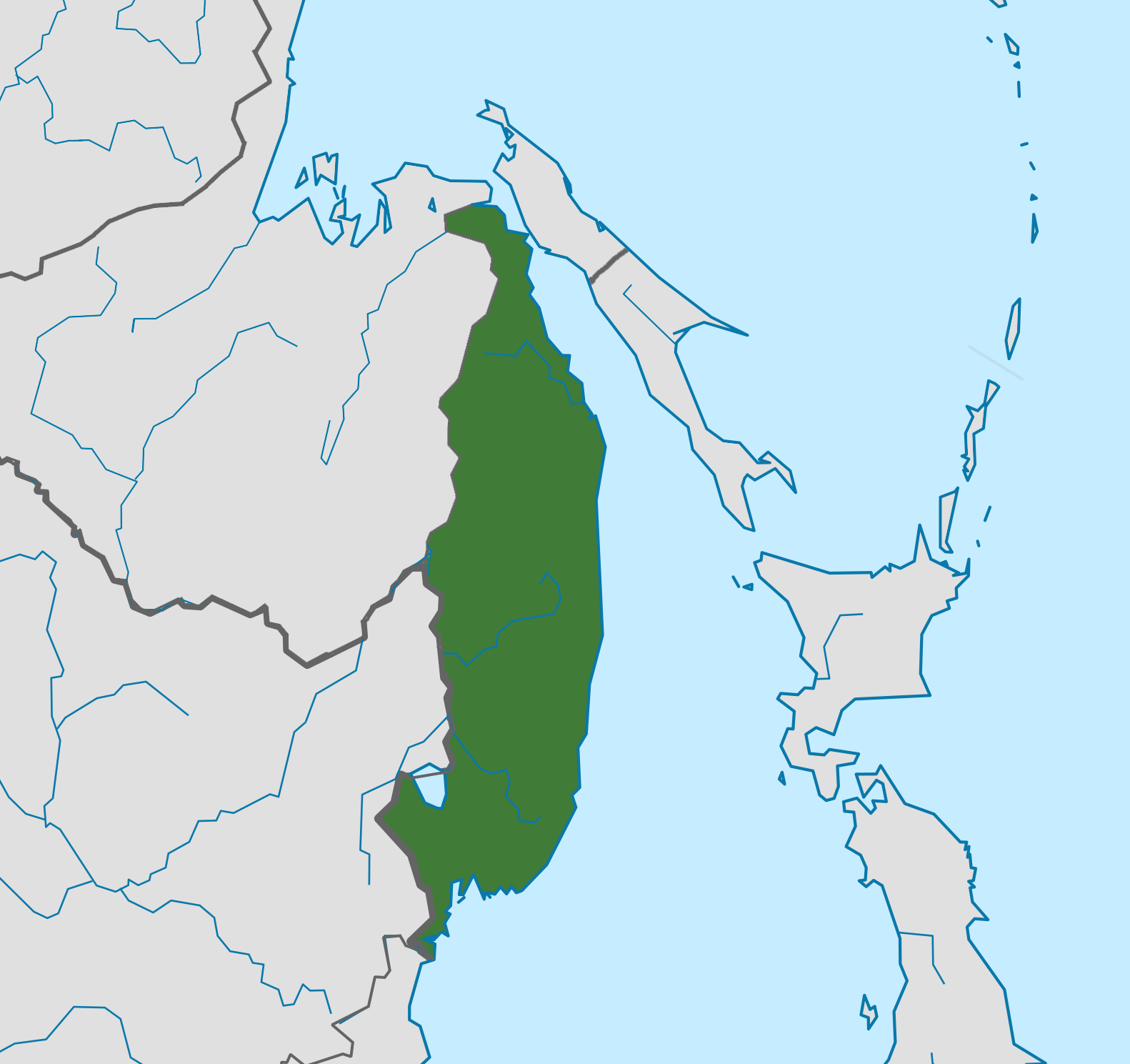
远东临时政府—滨海地区地方自治局的控制区域

远东临时政府—滨海地区地方自治局（俄语：Временное правительство Дальнего Востока — Приморская областная земская управа）是俄国内战期间在俄罗斯远东的滨海地区存在的一个政权，存续时间为1920年1月31日—10月28日。首都是符拉迪沃斯托克。该政权由俄国共产党（布尔什维克）实际控制，但出于建立与列强的缓冲地带的考虑，没有实行苏维埃化，而是保留原来的地方自治局及其任命的政府，与经普选产生的人民议会任命的、由社会革命党成员阿·谢·梅德韦杰夫领导的部长会议并存。在1920年10月28日—11月11日于赤塔召开五个地方政府（西贝加尔、东贝加尔、阿穆尔、滨海和萨哈林）的合并会议后，滨海地区并入远东共和国。滨海地区地方自治局任命的临时政府作为远东共和国的地区管理机关继续运作；1921年5月26日，该地区部分区域发生白军政变，并推翻该机关。